# Kulturfabrik Salzmann

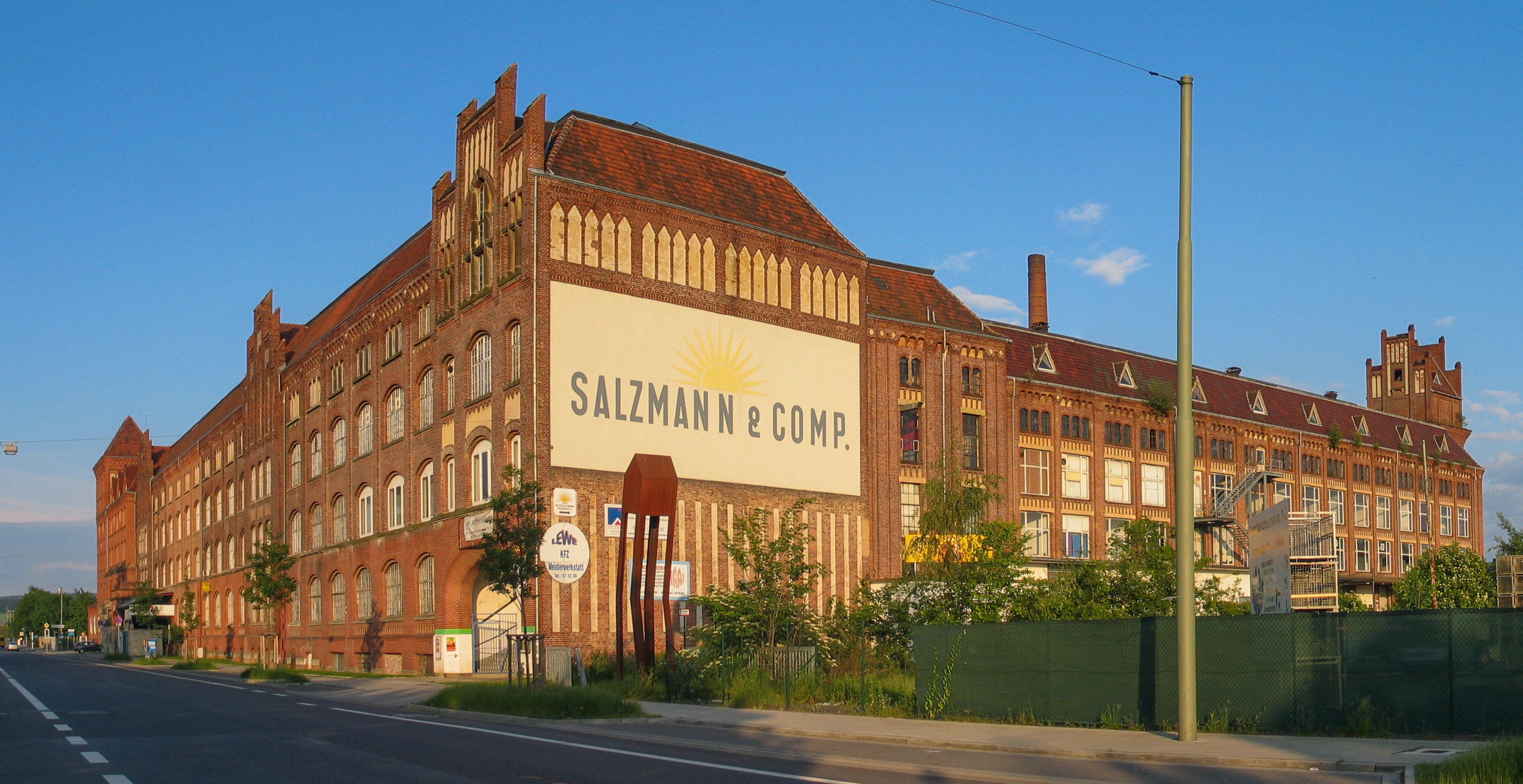
Heute leerstehende Fabrikanlage der Firma Salzmann & Comp. an der Sandershäuser Straße in Kassel-Bettenhausen (Aufnahme von 2009).

Die Kulturfabrik Salzmann e. V. ist ein eingetragener gemeinnütziger Verein in Kassel.
Unabhängig von dem Verein beherbergte das gleichnamige Industriedenkmal im Kasseler Stadtteil Bettenhausen bis ins Jahr 2012 eine Vielzahl von Vereinen, Künstlern, Ateliers, Clubs, Übungsräumen, Tonstudios, Werbeagenturen, eine Diskothek und den nichtkommerziellen lokalen Bürgersender Freies Radio Kassel.
Die heutige Spielstätte des Vereins ist der Club Panoptikum am ehemaligen Kupferhammer. Neue Heimat des Vereins wird der Kulturbunker in der Agathofstraße.

## Geschichte

### Gründung als Kulturverein
Künstler gründeten den Verein im Jahr 1987 zur documenta 8 als Forum für Kunst und Kultur. Der Verein veranstaltete damals die Gruppenausstellung „Hathat“, bei der während der documenta-Zeit 13 Künstlerinnen und Künstler Großfotos, Skulpturen, Collagen und Installationen in den Hallen zeigten. Benannt wurde der Verein nach der 1876 gegründeten Textilfabrik und heutigem Industriedenkmal Salzmann & Comp. Der dortige Kulturbetrieb umfasste drei Bühnen, eine Ausstellungshalle, mehrere Ateliers, ein Café und ein Bistro.

### Soziokulturelles Zentrum
Das soziokulturelle Zentrum war mit seinem Programm, das Veranstaltungen aus den Genres Theater, Tanz, Musik, Ausstellungen und Nachwuchsförderung beinhaltete, ein bedeutender Veranstaltungsort der Region Nordhessen für lokale, regionale Kunst und Kultur. Zu den 80 bis 120 Kulturveranstaltungen im Jahr kamen jeweils über hundert Besucher in das denkmalgeschützte Backsteingebäude in der Sandershäuser Straße 34.

### Heim für Diskotheken

Stammheim Logo

1989 bis 1992 entwickelten Rolf Taher, Peter van Houy und Oliver Leuer das zweigleisige Discokonzept Factory. So konnten mit Frank und Bernd Kuchinke zwei professionelle Kulturarbeiter im Gastro- und Discogeschäft zum Fortbestand des Betriebes beitragen. Der Verein vermietete an die Factory und an die Ateliernutzer als Untermieter im Westflügel der Fabrik.
Von 1992 bis 1995 hatte der Club Aufschwung Ost mit Oliver Friedrich und seinen besten Freunden und von 1996 bis 2002 das Stammheim, ein international bekannter Techno-Club, mit Noah Marnie als letztem Verantwortlichen, seinen Sitz in der Kulturfabrik.

### Performance zur documenta 9
Während der documenta 9 führte 1992 der Aktionskünstler Flatz einen Teil der Performance „Demontage 1“ in der Kulturfabrik Salzmann auf. Zunächst wurde in der Tiefgarage des Museums Fridericianum kurze Ausschnitte von Arien der Oper Lakmé, die von zwei Sängerinnen vorgetragen wurden mit zwei aufheulenden Motorrädern übertönt, bis Flatz sich auf ein Motorrad aufschwang und davon eilte mit dem Hinweis, dass die Performance in der Factory fortgeführt würde. Dort erwartete der Künstler sein langsam eintreffendes Publikum, um ihnen mitzuteilen, dass nun die Performance beendet sei.

### Teil des Rahmenprogramms der documenta 12
Im Rahmenprogramm der documenta 12 war die Kulturfabrik Salzmann Ort des „Salon in Bewegung“. Das Kasseler Kulturnetz regte 2007 eine Debatte über die Zukunft der Arbeit an. Künstler, Mediziner und Wissenschaftler haben mit den Salon-Besuchern Documenta-Leitthemen diskutiert.

### Geländenutzung seit 2012
Im Jahr 2012 schloss die Kulturfabrik Salzmann am Standort Salzmann & Comp. ihre Türen. Die Stadt Kassel plante, dort zusammen mit dem Gebäudeeigentümer, dem Investor Dennis Rossing, ein Technisches Rathaus einzurichten. Den Mietern des Industriedenkmals wurden daher die Mietverträge gekündigt. Der Verein verlegte seine Tätigkeit daraufhin in das Panoptikum im ehemaligen Kupferhammer an der Leipziger Straße 407. Das ursprüngliche Kulturprogramm kann dort jedoch nur in geringem Umfang realisiert werden. 
Im selben Jahr begann der Abriss der nicht-denkmalgeschützten Produktionshallen. 2013 ließ das Regierungspräsidium Kassel prüfen, ob Eigentümer Dennis Rossing auf dem Gelände illegal Bauschutt lagert und stellte eine Räumungsanordnung aus, gegen die Rossing im Herbst 2014 klagte.
In den Folgejahren scheiterten mehrere Pläne für eine Weiterentwicklung des Areals als Wohnraum und Einkaufszentrum, da sich Stadt, Eigentümer und Investoren nicht auf ein gemeinsames Konzept einigen konnten. Auch eine zeitweilige Nutzung als Flüchtlingsunterkunft scheiterte. Im Januar 2014 schlug die Kasseler FDP-Fraktion vor, den Gebäudekomplex vollständig abzureißen. Drei Monate später, im April 2014, wurde die Fabrik aufgrund gescheiterter Sanierungs- und Umbaupläne in die Rote Liste Kultur des Deutschen Kulturrates aufgenommen und in die Kategorie 2 (gefährdet) eingestuft.
Im Dezember 2015 forderte die Stadt Rossing auf, das Gelände gegen Verfall zu sichern, um die denkmalgeschützten Gebäudeteile zu erhalten, nachdem sich im August 2015 die BHB Bauwert Holding aus der geplanten Wohnbebauung zurückzog und das Projekt scheiterte.
Am 22. Januar 2016 kündigte die Stadt an, das Gebäude sichern zu lassen und die Kosten Rossing in Rechnung zu stellen, der daraufhin juristische Schritte ankündigte. Im Juli 2016 stellte das Verwaltungsgericht Kassel fest, dass Rossing das Gebäude zu sichern hätte. Da Rossing seiner Verpflichtung nicht nachkam, wurden Sicherungsmaßnahmen durch die Stadt beauftragt.
2017 gab Eigentümer Rossing bekannt, das Wohnbauvorhaben umzusetzen, jedoch „weg vom Luxus“ und „hin zu bezahlbarem Wohnraum“.

### Pläne der Lindhorst-Gruppe
Im August 2024 berichtete die HNA, dass Dennis Rossing das Projekt nicht mehr allein, sondern mit der Lindhorst-Gruppe aus Winsen an der Aller umsetzen wolle. Zuvor war lediglich bekannt gewesen, dass ein Tochterunternehmen der Gruppe eine Pflegeeinrichtung auf dem Areal realisieren will. Lindhorst war demzufolge mit 50 Prozent beteiligt. Dennis Rossing sagte laut HNA, dass dieses Modell nun auf das gesamte Projekt erweitert werde. Das Konzept, das bislang 500 bezahlbare Wohnungen, ein Parkhaus mit 600 Plätzen, ein Pflegeheim sowie ein Gewerbe- und Hotelkomplex vorsah, bleibe größtenteils wie geplant, so Rossing. Lediglich am Parkhaus werde sich etwas ändern, und es werde mehr Wohnraum zulasten von Gewerbeflächen geben.
Im Oktober 2024 wurde bekannt, dass Dennis Rossing das Salzmann-Gelände komplett an die Lindhorst-Gruppe verkauft hat. Rossing bleibe ein wichtiger Entwicklungspartner, teilte die Gruppe gegenüber der HNA mit. Über die Kaufsumme schweigen laut HNA beide Seiten.
Am 20. März 2025 stellte Firmenchef Alexander Lindhorst die Salzmann-Pläne seiner Unternehmensgruppe im Bettenhäuser Ortsbeirat vor. Demnach will Lindhorst dort 250 Wohnungen realisieren und eine Seniorenresidenz bauen. Außerdem sollen Flächen für Kultur und Gastronomie geschaffen werden. Auch ein Supermarkt ist geplant, wie die HNA berichtete. In der ersten Bauphase sollen bis zu 100 Millionen Euro investiert werden. 2028 könnte das gesamte Wohncarrée fertig sein. Die bestehenden Gebäude der Textilfabrik aus dem 19. Jahrhundert, wie etwa das Kesselhaus, sollen bestehen bleiben und denkmalgerecht saniert werden. Auch die historische Fassade zur Sandershäuser Straße soll komplett erhalten bleiben. Dazu entstehen Neubauten. Insgesamt umfasst das Areal 36.570 Quadratmeter. Allein im Nordbau sollen 96 sozial geförderte Wohnungen entstehen. Die Seniorenresidenz soll 163 Pflegeplätze bieten. Für Kultur sind 1500 Quadratmeter vorgesehen.

## Auszeichnungen
- Documenta-Schreiber Peter Rühmkorf überreichte 1987 seinen Preis der „Fabrik“.
- 1994 erhielt die Kulturfabrik Salzmann den Kulturförderpreis der Stadt Kassel.
- Benedikt Müller stellte 1996 seine „Klimabilder“ in der Kulturfabrik Salzmann aus.
- 1998 wurde die Kulturfabrik Salzmann mit dem Förderpreis der Dr. Wolfgang Zippel-Stiftung für das Theater des Ostens ausgezeichnet.
- 2010 wurde das in der Kulturfabrik veranstaltete 7. Free Flow Festival mit dem Kulturpreis für „Bürgerliches Engagement in der Soziokultur“ ausgezeichnet.[23]

Weitere Preise und Anerkennungen folgten u. a. für das Internationale Tanzfestival, das Trash Film Festival, den Internationalen Kulturaustausch, die Poetryslams und die Salzmannrettung.

## Programmstruktur
- Es fanden Aufführungen der freien Theaterszene, unter anderem des Jugend- und Schultheaterzentrums Nord (TZN) mit Workshops, Abrufangeboten, Schultheater-Aufführungen, Theaterprojekten und Festivals statt. Außerdem gab es Aufführungen studentischer Theaterproduktionen sowie Gastspiele freier Gruppen. Die Experimentelle Bühne veranstaltete interdisziplinäre Projekte mit Kunst, Theater, Tanz, Musik und Poesie. In der Tanzfabrik zeigten Tänzer aus der Region zeitgenössischen Tanz, Tanztheater, Musicals und Tango.
- On Stage war die Konzert-Bühne der Kulturfabrik Salzmann. Sie hatte 200 bis 300 Plätze und diente vor allem Auftritten regionaler Nachwuchsgruppen aller Musikrichtungen. Beiträge von auswärtigen Gruppen rundeten das Programm ab.
- Artefakt war ein offenes Ausstellungskonzept, das regionalen Künstlern Einzel- und Gruppenausstellungen ermöglichte.
- Specials in Form von Filmveranstaltungen, Podiumsdiskussionen, Diavorträge, urbane Affairen (Umzüge, Ortsbespielungen, Musikbörsen u. a.)
- Stadtteilarbeit: Das Internationale Fest Bettenhausen (jährlich), die Spurensuche sowie 1999 die Herausgabe des Buches “Salzmann gestern, heute und morgen”.

## Bekannte Bands in der Kulturfabrik
- Die Fantastischen Vier
- Echt (Band)
- Culture Beat
- Andreas Dorau
- Frauenarzt (Rapper)
- Milky Chance
- 2Raumwohnung
- Billy Talent
- Toy Dolls